# 塩野宏
鹽野 宏（しおの ひろし、1931年6月13日 - ）は、日本の法学者（行政法）。勲等は文化勲章。東京大学名誉教授、日本学士院会員、文化功労者。姓の「鹽」は「塩」の旧字体のため、新字体で塩野 宏（しおの ひろし）とも表記される。
東京大学法学部教授、成蹊大学法学部教授、東亜大学大学院教授、公益財団法人放送文化基金理事長、日本学士院院長などを歴任した。

## 概要
行政法を専攻する東京府出身の法学者である。東京大学法学部を卒業し、東京大学、成蹊大学、東亜大学で教鞭を執った。東京大学より名誉教授の称号を授与された。そのほか、放送文化基金では理事長に就任した。日本学士院会員に選任され、のちに院長に就任した。

## 来歴

### 生い立ち
父は算術・珠算教育で著名な塩野直道。東京府生まれ。一時金沢市に在住。東京大学法学部卒業。

### 法学者として
東京大学法学部助手、助教授を経て教授。定年退官後、成蹊大学法学部教授を経て、東亜大学通信制大学院教授。
1994年、衆議院議員選挙区画定審議会の委員として、「小選挙区300・比例代表200」の具体的な区割り案の策定に関わった。1998年郵政省電波監理審議会会長、紫綬褒章受章。1999年日本学士院会員。2009年文化功労者。2011年より放送文化基金理事長。2015年文化勲章受章。2016年より第26代日本学士院長。

## 研究
東京大学名誉教授で最高裁判所判事を務めた田中二郎に師事。『オットー・マイヤー行政法学の構造』（有斐閣、1962年）をはじめとして多数の論文、判例評釈を執筆している。多くの立法過程に携わり、近年は行政訴訟検討会の座長として2004年の行政事件訴訟法の改正に深く関与した。また、2001年に人権擁護法案の必要性を答申した「人権擁護推進審議会」（法務、文科など3相の諮問機関）元会長でもある。

## 栄典
- 1998年 紫綬褒章
- 2009年 文化功労者
- 2015年 文化勲章[3]

## 主な著書
単著

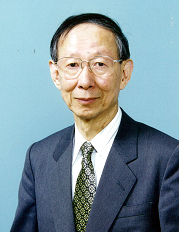
文化勲章受章に際して公表された肖像写真

- 『行政法I 行政法総論』（有斐閣、初版1991年・第6版補訂版2024年）
- 『行政法II 行政救済法』（有斐閣、初版1991年・第6版2019年）
- 『行政法III 行政組織法』（有斐閣、初版1995年・第5版2021年）
- 『オットー・マイヤー行政法学の構造』有斐閣、1962年。
- 『公法と私法』（有斐閣、1989年）
- 『放送法制の課題』（有斐閣、1989年）
- 『行政過程とその統制』（有斐閣、1989年）
- 『国と地方公共団体』（有斐閣、1990年）
- 『行政組織法の諸相』（有斐閣、1991年）
- 『法治主義の諸相』（有斐閣、2001年）
- 『行政法概念の諸相』（有斐閣、2011年）
- 『行政法論議の諸相』（有斐閣、2022年）

共著
- 『演習行政法』（原田尚彦と共著）（有斐閣、初版1982年・新版1989年）
- 『行政法散歩』（原田尚彦と共著）（有斐閣、初版1985年）
- 『条解行政手続法』（高木光と共著）（弘文堂、2000年）

## 記念論文集
- 小早川光郎・宇賀克也編『行政法の発展と変革 : 塩野宏先生古稀記念 上・下』（有斐閣、2001年）

## 論文
- 「制度論――電気通信法制の展開過程」『新聞学評論』第33号（1984年）
- 「行政法学における法人論の変遷」『日本學士院紀要』第56号第2号（2002年）
- 「行政委員会制度について――日本における定着度」『日本學士院紀要』第59号第1号（2004年）
- 「国立大学法人について」『日本學士院紀要』第60号第2号（2006年）
- 「基本法について」『日本學士院紀要』第63号第1号（2008年）

## 社会的活動

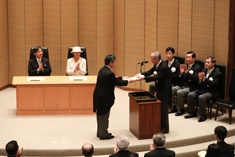
2019年6月17日、徳仁天皇（奥左）、雅子皇后（奥右）臨席の下で大妻女子大学社会情報学部教授山崎志郎（手前左）に日本学士院賞を授与

- 多チャンネル時代における視聴者と放送に関する懇談会座長代理
- 行政訴訟検討会座長
- 法学検定試験委員会委員
- 放送政策研究会座長
- 財団法人行政管理研究センター評議員
- 財団法人放送文化基金理事長

## 門下生
- 宇賀克也（東京大学名誉教授、最高裁判事）
- 橋本博之（慶應義塾大学名誉教授)
- 櫻井敬子（学習院大学法学部教授）
- 大橋洋一（学習院大学大学院法務研究科教授、九州大学名誉教授）
- 玉井克哉（東京大学先端科学技術研究センター特任教授）
- 斎藤誠（東京大学大学院法学政治学研究科教授）
- 山本隆司（東京大学大学院法学政治学研究科教授）
- 高木光（京都大学名誉教授）
- 小幡純子（日本大学大学院法務研究科教授）
- 中川丈久（神戸大学大学院法学研究科教授）
- 角松生史（神戸大学大学院法学研究科教授）